# 梁文辉
梁文辉（英語：Leong Mun Wai；1959年—），新加坡華裔政治人物，在野党新加坡前进党秘书长，自2020年7月16日至2025年4月15日担任新加坡第十四届国会的非选区议员。

## 教育
梁文辉于1970年代就读于莱佛士书院。1979年，他获得新加坡政府颁发的海外优异奖学金赴日本一桥大学学习经济学。梁文辉之后于1992年获得伦敦商学院的管理学硕士学位。

## 职业
梁文辉于1986年在新加坡政府投资公司开始其职业生涯，随后在东京、伦敦和香港的数个全球投资银行工作，协助100多家公司进行首次公开募股和集资。他于1997年回到新加坡，担任华侨银行全资子公司华侨银行证券的董事总经理，该企业是新加坡领先的证券和期货经纪公司之一。他目前是他自己的私募股权公司Timbre Capital的总裁。

## 政治
梁文辉于2020年1月17日被任命为新加坡前进党助理秘书长。
在2020年新加坡大选中，梁文辉作为一个前进党五人竞选团队的一员参加了西海岸集选区的选举。该团队以48.31%的得票率以微弱劣势输给了人民行动党（得票率51.69%）。
不过，由于新加坡国会一共需要12名反对党议员（另一反对党工人党只赢得了10个议席）担任非选区议员，作为表现最好的败选竞选团队，梁文辉的团队可以提名两人出任新加坡第14届国会的非选区国会议员。经党内商议，前进党宣布选择梁文辉和潘群勤担任非选区议员。该届大选的选举主任Tan Meng Dui宣布他们为非选区议员，自2020年7月16日起生效。四天后，梁文辉为专注于非选区议员的职务卸任前进党助理秘书长一职，他将职位转交给阮健平。

### 2020年大选
| 2020年大选结果 | 2020年大选结果 | 2020年大选结果 | 2020年大选结果 | 2020年大选结果                           | 2020年大选结果 | 2020年大选结果 | 2020年大选结果 | 2020年大选结果 |
| 選區           | 席位           | 選舉人數       | 政黨           | 候選人                                   | 得票數         | 得票率 %       | ±              | 当选           |
| -------------- | -------------- | -------------- | -------------- | ---------------------------------------- | -------------- | -------------- | -------------- | -------------- |
| 西海岸集選區   | 5              | 146,251        | 人民行动党     | 易華仁、李智陞、胡美霞、洪維能、王心妍   | 71,545         | 51.69 / 100    | -26.88         |                |
| 西海岸集選區   | 5              | 146,251        | 新加坡前進黨   | 陳清木、梁文輝、潘群勤、邱寶忠、納達拉傑 | 66,811         | 48.31 / 100    | +48.31         |                |

## 相关事件

### 维文事件
在2021年9月14日的一场国会辩论中，时任非选区议员梁文辉和时任财政部长黄循财分别对当时提出的“新加坡人工作与生计”动议展开讨论。在时任人力部长陈诗龙医生反驳梁文辉后回到座位时，坐在第一排的时任外交部长维文对旁边的同僚嘲笑梁文辉是“文盲”，并质疑他当初如何考上莱佛士书院。维文事后因发觉自己的失言于隔日致电梁文辉，为那段私底下的讲话道歉，梁文辉最后接受了他的致歉。